# Chloe Arthur
Pour les articles homonymes, voir Arthur.
Chloe Arthur, née le 21 janvier 1995 à Erskine au Royaume-Uni, est une footballeuse internationale écossaise. Elle évolue au poste de défenseur et milieu de terrain. En 2020, elle joue à Aston Villa. Elle participe à la Coupe du monde 2019 organisée en France.

## Carrière

### En club
Chloé Arthur débute en équipe première du Celtic de Glasgow dès l'âge de 17 ans.
En décembre 2014, elle est transférée à Hibernian. En 2015, elle atteint avec son équipe la finale de la Coupe d'Écosse féminine. Finale perdue contre Glasgow City 3 à 0. Cette même année, son club d'Hibernian se classe deuxième du championnat d'Écosse.
En janvier 2016, après une année à Edimbourg, elle rejoint Bristol City. Le 14 février 2017, elle marque lors de son premier match à Bristol, avec une victoire 7 à 1 contre les Queens Park Rangers en FA WSL Cup.
Le 25 juillet 2018, Chloé Arthur rejoint Birmingham City pour un contrat de deux ans.
Le 2 juillet 2020, elle signe avec Aston Villa, club promu en FA WSL.

### En sélection
Chloé Arthur représente l'Écosse dans les équipes des moins de 17 ans et des moins de 19 ans.
Elle fait ses débuts en équipe nationale écossaise le 8 février 2015, en remplacement de Fiona Brown, à la 63e minute, lors d'une victoire 4-0 contre l'Irlande du Nord
Le 15 mai 2019, elle apparaît sur la liste des joueuses sélectionnées pour la Coupe du monde féminine 2019.
Chloé Arthur dispute une rencontre de la Coupe du monde 2019, elle remplace Sophie Howard, à la 75e minute, lors du premier match contre l'Angleterre (défaite 2 à 1).

## Palmarès
- Hibernian : 
  - Vice-championne d'Écosse en 2015
  - Finaliste de la Coupe d'Écosse féminine en 2015

## Statistiques

### En sélection
Mise à jour : 19 juin 2019 .
| Année | Matchs | Buts | Victoires | Nuls | Défaites |
| ----- | ------ | ---- | --------- | ---- | -------- |
| 2015  | 4      | 0    | 3         | 0    | 1        |
| 2016  | 2      | 0    | 0         | 1    | 1        |
| 2017  | 6      | 0    | 4         | 0    | 2        |
| 2018  | 4      | 0    | 2         | 1    | 1        |
| 2019  | 4      | 0    | 1         | 0    | 3        |
| Total | 20     | 0    | 10        | 2    | 8        |